# エレヴェイション
「エレヴェイション」（Elevation）は、U2が2000年に発表したアルバム『オール・ザット・ユー・キャント・リーヴ・ビハインド』に収録されている曲で、シングルリリースされた。

## 概要
U2版ヒップホップで、90年代の成果が出た曲といえる。ボノのお気に入りの曲で、ツアーの冠名にもなった。
Elevationは恐らく我々にとって、最もロックン・ロールに近い曲なんだと思う。そこにエネルギーが生まれて、歌詞にもバイタリティが感じられて、みんなとても興奮したんだ。まだ曲のラフしかできていなかったとき……ヴォーカルが入っていなくて、歌詞もついてなかった段階でもね。そこには素晴らしいエネルギーと感情があったんだ（エッジ）

Elevation……これはヒップ・ホップのテンポで……何のことについての曲か分かっていないんだ。たぶん（笑）、セックスとか、超越とか、誠実さとかと関係あるんじゃないかな（ボノ）

## 収録曲

### Version 1 CD（日本盤）
1. Elevation (Tomb Rader Mix)
2. Elevation (Escalation Mix)
3. Elevation (Quincey and Sonance Mix)
4. Last Night on Earth (Live from Mexico)

### Version 2 CD（ヨーロッパ盤）
1. Elevation (Tomb Rader Mix)
2. I Remember You (Live from Irving Plaza)
3. New York (Live from Irving Plaza)
4. I Will Follow (Live from Irving Plaza)

### Version 3 CD（UK盤）
1. Elevation (Tomb Rader Mix)
2. Last Night on Earth (Live from Mexico)
3. Don't Take Your Guns to Town

### Version 4 Vinyl（UK盤）
1. Beautiful Day (Quincey and Sonance Mix)
2. Beautiful Day (The Perfecto Mix)
3. Beautiful Day (David Holmes Remix)
4. Elevation (Vandit Club Mix)
5. Elevation (Influx Remix)
6. Elevation (Escalation Mix)
7. Elevation (Quincey and Sonance Mix)

### Version 5 DVD（UK盤）
1. Elevation (Tomb Rader Mix)
2. Elevation (Tomb Rader Mix Enhanced Video)
3. Experts from MTV's Making The Video

## PV
監督：ジョセフ・カーン
プロデューサー：グレッグ・タープ
ロケ地：Universal Studios（ロサンゼルス）
撮影日：2001年4月7日
リリース日：2001年5月14日

## アウトアピアランス
- The Politics of Dancing (2001) - ドイツ出身の人気DJ・ポール・ヴァン・ダイクのリミックス集に「Elevation (Paul Van Dyk Mix)」を提供。ダイクが手掛けた「Elevation」のリミックスは「Vandit Club Mix」「Paul Van Dyk Mix」「Paul Van Dyk Radio Mix」「Paul Van Dyk Non Vox Remix」の4種類あるが、この時点で商業リリースされていたのは「Elevation」のシングルのB面に収録されている「Vandit Club Mix」だけで、これは初出だった。
- 『トゥーム・レイダー』 (2001) - アンジェリーナ・ジョリー主演の2001年のアメリカ映画のサントラ。「トゥーム・レイダー」は元はララ・クロフトという女性を主人公にしたテレビゲームで、U2はこのサントラに参加する以前、Popmartの大型スクリーンにララ・クロフトを映していたことがあった。U2はこの映画に「Elevation (Tomb Raider Mix)」を主題歌として提供し、シングルカットもされた。ちなみにリミックスを手掛けたのはNine Inch Nailsの元ドラマー・クリス・ブレナである。また劇中に「Elevation (Influx Remix)」も使われている。
- Top of the Pops Autumn 2001 (2001) - イギリスの人気テレビ音楽番組・Top of the Popsが編集したコンピ。Elevation (Tomb Raider Mix) を収録。
- Now 49 (2001) - Nowシリーズ。「Elevation (Tomb Raider Mix)」 を収録。

- Volume: The Best of - Paul Van Dyk (2009) - ポール・ヴァン・ダイクのベスト盤。「Elevation (The Vandit Club Mix)」を提供。

## リミックス
- Tomb Raider Mix (2001)

by Chris Vrenna (「Elevation」収録)
- Escalation Mix (2001)

by John Carter (「Elevation」収録)
- Quincey & Sonance Remix (2001)

by Quincey & Sonance (「Elevation」 収録)
- Vandit Club Mix (2001)

by Paul Van Dyk (「Stuck in a Moment」「Elevation」 収録)
- Influx Mix (2001)

by  Leo Pearson (「Elevation」『 Artificial Horizon』 収録)

## カバー
- エディ・ヴェーダー (2023年) -  U2がケネディ・センター名誉賞を受賞したことを受け、授賞式でカバーを披露。[2]

## Don't Take Your Guns to Town
B面に収録されている。
ジョニー・キャッシュのカバー。キャッシュのトリビュート番組のために収録された。

## 評価

### イヤーオブ
- 2001年ヴィィレッジ・ボイスPazz＆Jopシングルリスト第90位[3]
- 2002年グラミー賞最優秀ロック・パフォーマンス・デュオ/グループ

- 2002年メテオラ・ミュージック・アワード最優秀アイリッシュビデオ賞

### オールタイム
- 2004年Qマガジンが選ぶ持っておくべき1010曲：サントラ曲50[4]